# Astacoides madagascariensis
Astacoides madagascariensis is een kreeftensoort uit de familie van de Parastacidae. De wetenschappelijke naam van de soort is voor het eerst geldig gepubliceerd in 1839 door A. Milne Edwards & Audouin.